# Lapo Tedesco

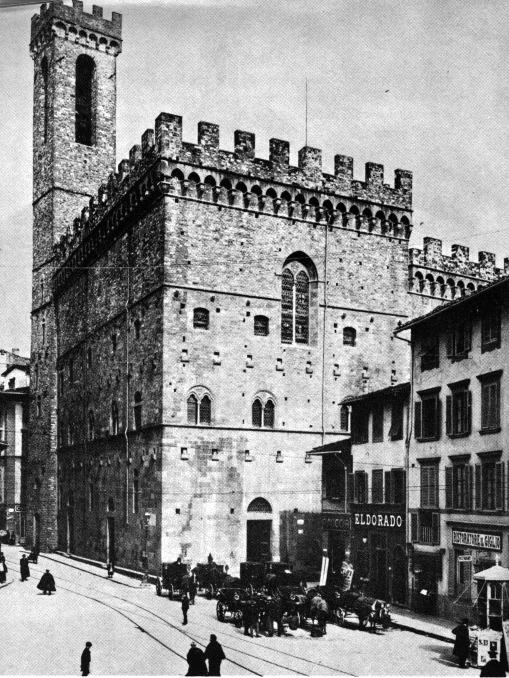
Il Bargello in un'immagine novecentesca

Lapo Tedesco o Jacopo Tedesco (... – 1280 circa) è stato un architetto italiano attivo a Firenze, vissuto nel XIII secolo.

## Biografia
Le poche notizie che si conoscono sulla sua figura ci sono state riferite da Giorgio Vasari nelle Vite, che lo indica come il padre di Arnolfo di Cambio.
Tra le opere che gli vengono attribuite ci sono il Palazzo del Bargello (dal 1255) e Palazzo Spini Feroni a Firenze (nell'ultimo avrebbe lavorato anche il giovane Arnolfo) e la ricostruzione del Duomo di Arezzo, del quale avrebbe fornito il progetto seguito poi da Margaritone d'Arezzo.